# Kulturareal Western Desert

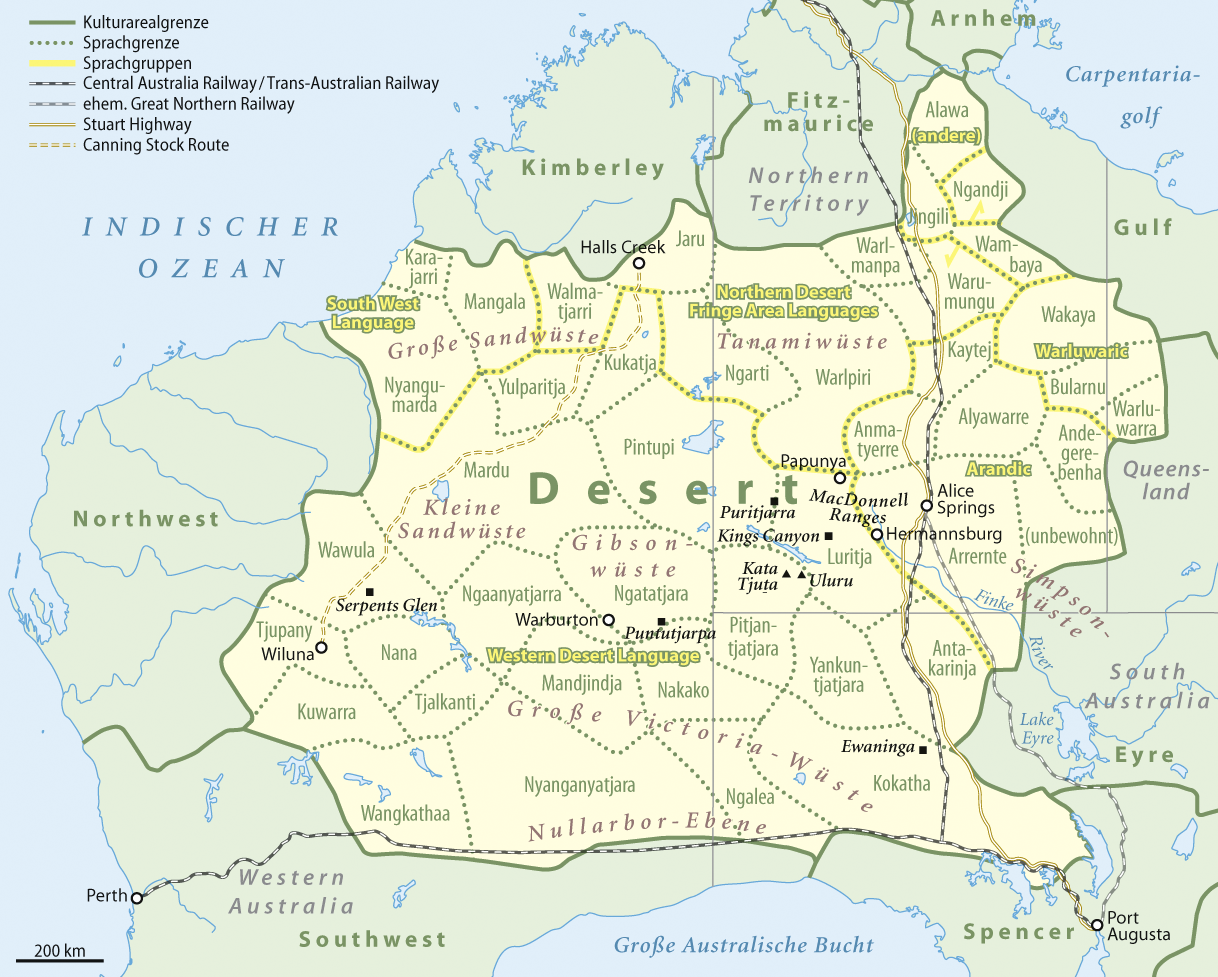
Kulturareal Desert

Der Begriff Western Desert beschreibt ein Kulturareal in Australien, das sich über 600.000 Quadratkilometer erstreckt. Es handelt sich nicht um die Bezeichnung für eine Wüste, sondern um ein Gebiet, in dem das Pama-Nyungan-Dialektkontinuum Wati gesprochen wird, zu dessen Dialekten unter anderem Pitjantjatjara, Luritja und Pintupi gehören.

## Gebiet
Die Western Desert umfasst die Gibsonwüste, Große Victoria-Wüste, Große Sandwüste und Kleine Sandwüste in den australischen Bundesstaaten Northern Territory, South Australia und Western Australia.
Abgegrenzt wird die Kulturregion von der Nullarborwüste im Süden und von der Kimberly-Region im Norden. Die meisten, die die Wati-Sprache sprechen, leben in der Nähe ihrer traditionellen Länder um die Orte Kalgoorlie, Laverton, Alice Springs, Port Augusta, Meekatharra, Halls Creek und Fitzroy Crossing.

## Siedlungen
In der ländlichen Western Desert haben die Aborigines Siedlungen aufgebaut, in denen sie weitestgehend nach ihren kulturellen und sozialen Traditionen leben können. Eine komplette Liste der Siedlungen der Anangus befindet sich hier. Einige der Siedlungen der Aborigine im Gebiet der Western Desert befinden sich in den Bundesländern:
- Northern Territory: Kintore, Kaltukatjara
- South Australia: Ernabella, Amata, Kaltjiti (auch Fregon), Pipalyatjara, Kalka, Indulkana, Mimili, Pukatja
- Western Australia: Warburton, Kiwirrkura, Balgo